# آلونزو جی
آلونزو جی (انگلیسی: Alonzo Gee؛ زادهٔ ۲۹ مهٔ ۱۹۸۷) بازیکن بسکتبال اهل ایالات متحده آمریکا است.
از باشگاه‌هایی که در آن بازی کرده‌است می‌توان به نیو اورلینز پلیکانز، پورتلند تریل بلیزرز، واشینگتن ویزاردز، کلیولند کاوالیرز، سن آنتونیو اسپرز، آستین توروس، و دنور ناگتس اشاره کرد.